# Fredrik Edvard Johansson
Johan Fredrik Edvard Johansson, född 28 april 1871 i Helsingfors, död 21 maj 1918 i Helsingfors, var filare och befälhavare i Helsingfors röda gardes 1:a regemente under finska inbördeskriget. Helsingfors rödgardister hade ingen officiell befälhavare i början av kriget, så Johansson tog praktiskt taget denna roll under hela kriget.
Johansson var en av de röda befälhavarna i slaget vid Sigurds i slutet av februari 1918. Han var också den reella ledaren för Helsingforsförsvaret efter att folkdelegationen flydde undan den närmande tyska Östersjödivisionen till Viborg i början av april 1918. Den 9–11 april försökte Johansson, tillsammans med milischefen Edvard Nyqvist och arbetarekommunens kommissionär Robert Hurskainen, att få Helsingfors att evakuera eller överge sig, men folkrådet beordrade rödgardisterna att försvara staden. Efter att Helsingfors intagits 12–13 april fångades han av tyskarna. 
Johansson sköts av de vita i Sandhamn utan rättegång i slutet av maj. Han dödförklarades 1952, det officiella dödsdatumet var 1 januari 1922.
Flera röda begravningsannonser i Johanssons namn publicerades i tidningen Työmies.

### Fotnoter
1. 1 2  Juhani Piilonen: ”Helsingin kaupungissa, Suomenlinnassa ja Santahaminssa 7.5.–19.6.1918 ilman oikeuskäsittelyä teloitetut punaiset”, s. 459 teoksessa Nieminen 2015.
2. ↑  Tuomas Hoppu: ”Helsingin punakaarti – johto ja organisaatio”, s. 183–184 teoksessa Nieminen 2015.
3. ↑  Tuomas Hoppu: ”Helsingin punakaartit rintamilla”, s. 197 teoksessa Nieminen 2015.
4. ↑  Kari Kuusela: ”Itämeren divisioona hyökkää Helsinkiin”, s. 120–122 teoksessa Nieminen 2015.